# Hondjeshouding

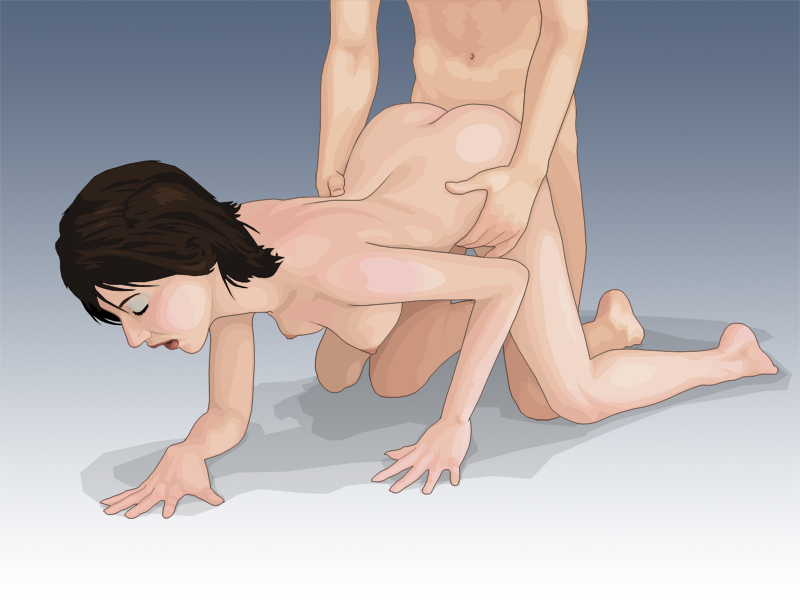
Hondjeshouding

De hondjeshouding (ook wel: op z'n hondjes, doggy style, coitus a tergo) is een sekspositie. De naam van de houding slaat op de manier waarop honden paren. Op z'n hondjes is de belangrijkste sekspositie in het dierenrijk, maar niet bij alle zoogdieren de enige houding.
Meestal ontvangt de knielende partner nadat de benen uit elkaar gezet zijn de penis, dildo of vibrator van de penetrerende persoon die erachter staat of knielt.
Bij de hondjeshouding is zowel vaginale als anale penetratie mogelijk. Hierbij kan de penetrerende partij achterover leunen, waarbij de ontvangende partij dan niet geknield maar voorovergebogen staat. De ontvangende persoon kan ook actief zijn.
De houding die de ontvangende partner aanneemt, lijkt op lordosegedrag – een fysieke houding die bij veel vrouwelijke zoogdieren wordt gezien, vaak als ze klaar zijn voor seks/het paren, met als belangrijkste kenmerk een ventrale buiging van de ruggengraat. Tijdens vaginale penetratie van achteren kan de penis dieper in de vagina binnendringen, bij voorkeur contact maken met de achterwand van de vagina en waarschijnlijk de achterste fornix bereiken; terwijl hij in missionarispositie bij voorkeur contact maakt met de voorwand van de vagina en het topje van de penis de voorste fornix kan bereiken.

## Voor- en nadelen
De penetrerende partner heeft bij deze positie vrij zicht op het lichaam van de ontvangende partner, en hij/zij heeft zijn/haar handen en armen vrij. Daardoor kan deze de clitoris, penis of tepels van de ontvangende partner stimuleren. Voor sommige vrouwen is dit de beste positie om de G-plek te stimuleren. De ontvangende partner kan ook de testikels en penis van de penetrerende partner masseren.
Bij deze houding is zoenen of direct oogcontact lastig. Eventueel kan de ontvangende persoon de ander wel zien via een spiegel.

## Naam in andere talen
In de antieke Griekse cultuur stond deze positie bekend als de leeuwinnenhouding. In veel talen heeft deze positie een naam die op dieren slaat meegekregen, behoudens enkele uitzonderingen. Hier volgen een aantal voorbeelden;
- Engels: doggy position, doggy style, retrocopulation of rear entry
- Duits: Hündchenstellung
- Latijn: coitus more ferarum (seks zoals de dieren het doen)
- Frans levrette (vrouwtjes-windhond)
- Italiaans: pecorina (schaapje)
- Russisch раком ("rivierkreeft")
- Spaans estilo perro
- In de Kamasutra: De geslachtgemeenschap van de koe.